# Sopressa

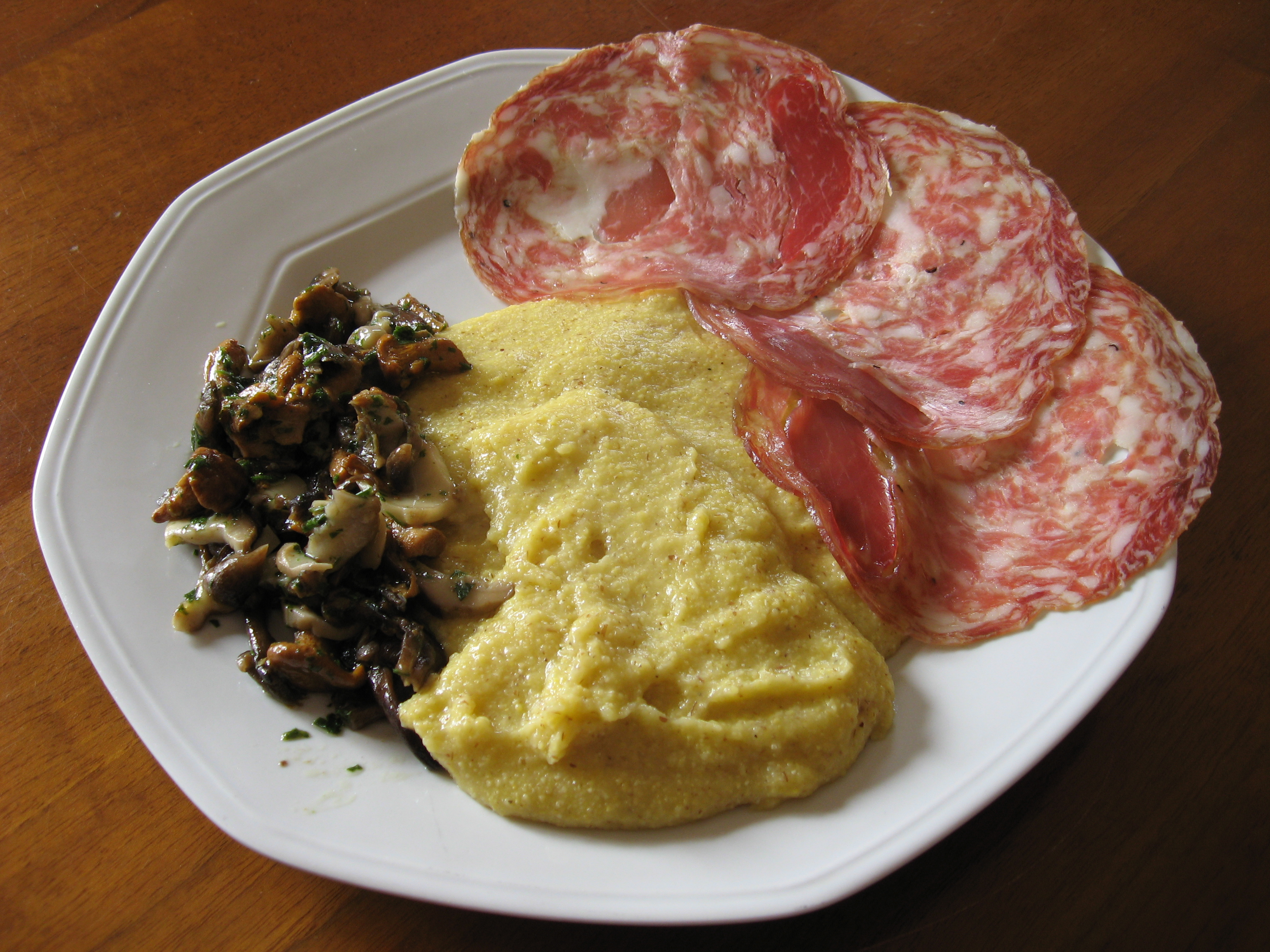
A plate of Sopressa Vicentina DOP servido con acompañamiento de 'Polenta y setas.

Sopressa (denominada también Sopressa Vicentina) es una variante de salami curado procedente de Italia, se elabora con carne de cerdo (magro procedente del lomo), tocino de cerdo, sal, pimienta, especias y en algunas ocasiones ajo. Se presenta en forma de embutido de longitud entre unos 20 a 25 centímetros y de sección circular. Se suele presentar tradicionalmente con polenta especial elaborada con maíz Marano, aunque suele emplearse también como ingrediente en los 'toppings' de las pizzas. Desde 1992 se presenta como un producto con denominación protegida.

## Localización
Es un producto típico de Veneto en el norte de Italia. Aunque se produce también en todas las regiones de la provincia de Vicenza (concretamente en Valli del Pasubio). Fue elegido como un producto protegido con denominación geográfica por la Unión Europea.

## Características
El embutido se elabora con la mejor carne magra del cerdo y el mejor tocino. De cerdos matanza realizada el día de Tomás el Apóstol que se celebra el 21 de diciembre. Se suele picar la carne y el tocino juntos hasta alcanzar finamente a un tamaño de grosor de 6 a 7 mm. Se suele curar hasta comerse en los meses de junio.

## Denominación de origen
Desde 2002, el Soprèssa Vicentina es una denominación de origen protegida (PDO) ante la Unión Europea. A nivel internacional, cuenta con registro como denominación de origen, conforme al Sistema de Lisboa, ante la Organización Mundial de la Propiedad Intelectual, desde el 16 de marzo de 2016.